# Dům U Bílého koníčka (Opava)
Dům U Bílého koníčka je  renesanční stavba v centru Opavy na dnešním Dolním náměstí. Je chráněn jako kulturní památka České republiky.

## Historie

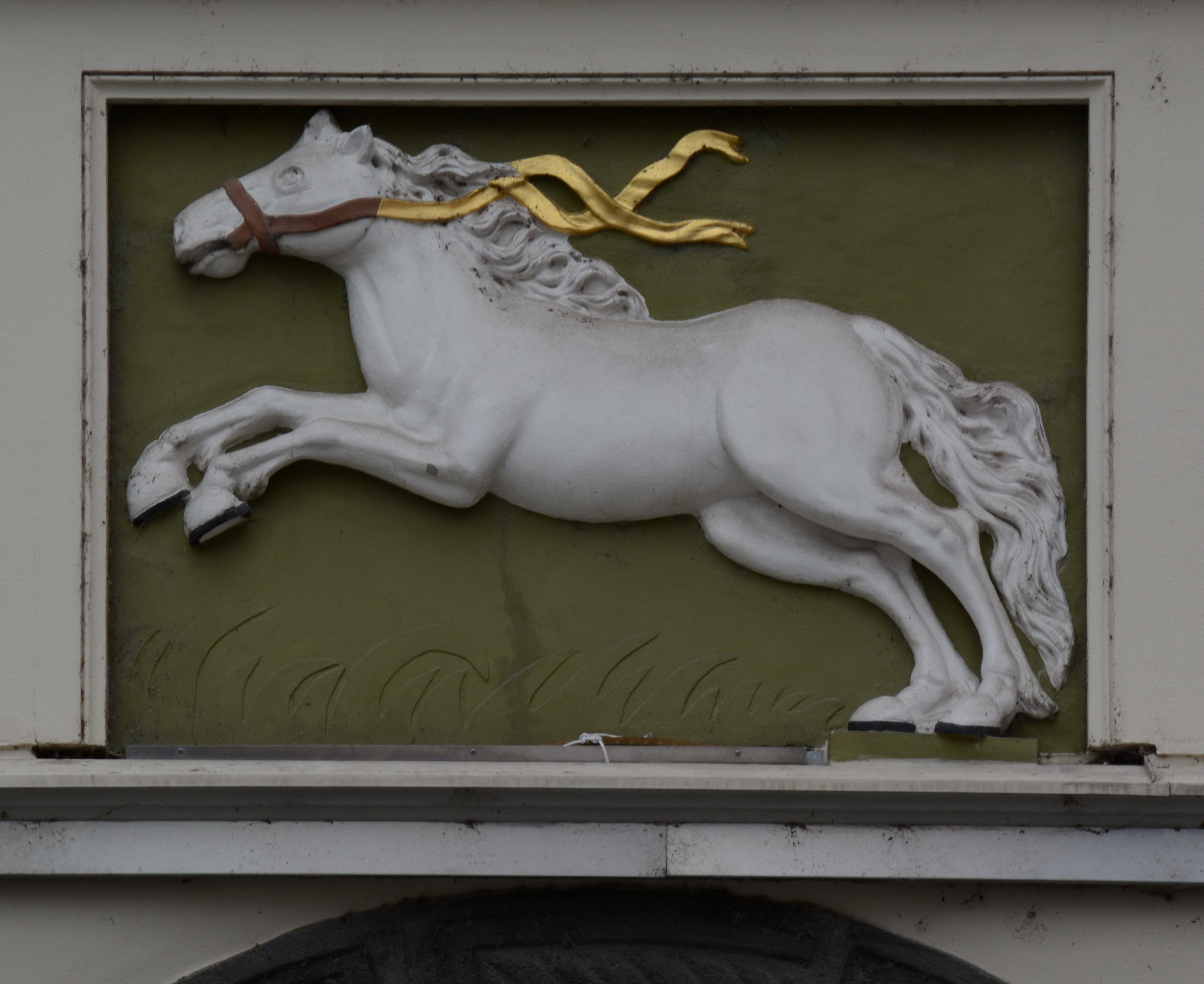
Domovní znamení

Na místě dnešního domu U Bílého koníčka stávaly původně dřevěné domy. Koncem 16. století byly nahrazeny dnešní renesanční dvoupodlažní stavbou. Součástí stavby je takzvaný mázhaus zdobený štukovými žebry a zrcadly a dům je tak typickým příkladem tehdejšího měšťanského stavitelství. Ve středověku bývalo přízemí domu využíváno k řemeslné a obchodní činnosti – majitel zde již v té době provozoval vinný šenk. V patře se pak nacházely byty, které obvykle využívala venkovská šlechta při svých pobytech ve městě.
Roku 1770 přešla budova do majetku plátenické rodiny Demelů, ze které pocházel i pozdější starosta Těšína Johann Demel (* 1825). V majetku rodiny zůstal dům až do 30. let 20. století. Po druhé světové válce získal dům i s vinárnou a pivnicí do správy Antonín Střílka. Vinárna v domě U Bílého koníčka fungovala až do 70. let, kdy byly prostory přebudovány na „starobylou pivnici“.
Během přestaveb v 19. století byly mázhausy zrušeny a obnovy se dočkaly až při památkových rekonstrukcích ve 20. století. Na fasádě domu je umístěno domovní znamení v podobě bílého koně, které dalo jméno stavbě i restauraci, která se dnes v jejích prostorách nachází. Dům U Bílého koníčka je jediným domem v Opavě, na kterém se domovní znamení dochovalo do současnosti.
V roce 2005 prošel dům rekonstrukcí, za kterou stavební firma obdržela cenu Fasáda roku 2005 v kategorii Rekonstrukce.